# سنت هیلر، نیوبرانزویک
سنت هیلر (به انگلیسی: Saint-Hilaire) یک منطقهٔ مسکونی در کانادا است که در منطقه ماداواسکا واقع شده‌است. سنت هیلر ۵٫۶۷ کیلومتر مربع مساحت و ۳۰۳ نفر جمعیت دارد.